# Alloschemone
Alloschemone Schott – rodzaj pnączy z rodziny obrazkowatych, obejmujący dwa gatunki zasiedlające lasy deszczowe: Alloschemone inopinata Bogner & P.C.Boyce, endemiczny dla Amazonas w północnej Brazylii, i Alloschemone occidentalis (Poepp.) Engl. & K.Krause, pochodzący z obszaru od Boliwii do północnej Brazylii. Nazwa naukowa rodzaju pochodzi od greckich słów άλλος (allos – inny, obcy) i σχήμα (schema – rysunek, kształt).

## Charakterystyka
Rośliny z rodzaju Alloschemone są pnączami lub hemiepifitami o korkowaciejących łodygach z licznymi trichosklereidami, osiągającymi długość od 2 do 6 metrów. Ogonki liściowe oraz pędy kwiatostanowe są smukłe, cylindryczne i gładkie. Blaszki liściowe pierzastosieczne, sercowate w pokroju, o od 3 do 5 wcięciach i "listkach" o pojedynczej żyłce pierwszorzędowej, z dalszym użyłkowaniem równolegle-pierzastym. Rośliny te tworzą kwiatostany typu kolbiastego pseudancjum o kolbie siedzącej, pokrytej obupłciowymi kwiatami zbudowanymi z  wolnych lub zrośniętych pręcików i jednokomorowej zalążni, zawierającej pojedynczy, amfitropowy zalążek powstający z bazalnego łożyska. Owoce nieznane. Liczba chromosomów 2n = 84.

## Systematyka
Pozycja rodzaju według Angiosperm Phylogeny Website (aktualizowany system APG IV z 2016)Należy do plemienia Monstereae, podrodziny Monsteroideae, rodziny obrazkowatych (Araceae), rzędu żabieńcowców (Alismatales) w kladzie jednoliściennych (ang. monocots).